# Geany
Geany (IPA:ʒeːniː) es un editor de texto pequeño y ligero de interfaz gráfica de usuario (GUI) basado en Scintilla y bibliotecas gráficas GTK, Incluye características básica de IDE (Entorno de desarrollo integrado). Está diseñado para tener tiempos de carga reducidos, con poca dependencia en paquetes o bibliotecas externas en Linux. Entre la lista de lenguajes de programación y lenguajes de marcado soportados por Geany se encuentran C, C++, C#, Java, JavaScript, PHP, HTML, LaTeX, , CSS, Python, Perl, Ruby, Pascal, Haskell, Erlang, Vala y muchos otros.
En contraste con otros editores de texto tradicionales basados en UNIX como Emacs o Vim, Geany se asemeja a editores de programación comunes en Microsoft Windows como Notepad++, que también usa Scintilla.
Geany está disponible para distintos sistemas operativos, como GNU/Linux, Mac OS X, BSD, Solaris y Microsoft Windows. Es distribuido como software libre bajo la Licencia Pública General de GNU.

## Características
Algunas de ellas son:
- Autocompletado.
- Marcadores
- Resaltado de sintaxis.
- Plegado de código.
- Cierre automático de etiquetas XML y HTML.
- Muestra de consejos.
- Muchos tipos de archivos soportados tales como C,  C++, Java, PHP, Python, Perl, Pascal, TeX y más.[3]
- Listas de símbolos.
- Emulador de terminal incrustado.
- Navegación de código.
- Sistema de construcción (conjunto de ejecuciones) para compilar y ejecutar código usando herramientas externas.
- Fácil gestión de proyectos.
- Soporte para plugins.[4]